# الخور، یمن
ال خور، یمن یک منطقهٔ مسکونی در یمن است که در استان ابین واقع شده‌است.